# Mike McPhee
Michael Joseph „Mike“ McPhee (* 14. Juli 1960 in Sydney, Nova Scotia) ist ein ehemaliger kanadischer Eishockeyspieler. In seiner von 1982 bis 1994 andauernden Profikarriere absolvierte der linke Flügelstürmer über 800 Spiele in der National Hockey League, den Großteil davon für die Canadiens de Montréal, mit denen er 1986 den Stanley Cup gewann.

## Karriere
Mike McPhee wurde in Sydney geboren und spielte in seiner Jugend unter anderem für die Strait Pirates in Port Hawkesbury, Nova Scotia. 1978 begann er ein Studium des Bauingenieurwesens am Rensselaer Polytechnic Institute (RPI), das er 1982 abschloss. In dieser Zeit nahm er mit deren Eishockeyteam am Spielbetrieb der National Collegiate Athletic Association (NCAA) teil und wurde im NHL Entry Draft 1980 an 124. Position von den Canadiens de Montréal ausgewählt. Anschließend verbrachte der Angreifer fast zwei komplette Saisons beim Farmteam der Canadiens, den Nova Scotia Voyageurs, in der American Hockey League, bevor er im März 1984 sein Debüt in der National Hockey League (NHL) gab.
In Montréal entwickelte sich McPhee schnell zu einem konstanten Scorer, so erzielte er fast in jeder Spielzeit um die 40 Punkte. Insgesamt verbrachte der Flügelstürmer zehn Jahre in der Organisation der Canadiens und gewann mit dem Team 1986 den Stanley Cup. 1989 erreichte die Mannschaft ein weiteres Mal das Endspiel, unterlag dort jedoch den Calgary Flames. Darüber hinaus wurde McPhee 1989 als Ersatz für den verletzten Mats Näslund ins NHL All-Star Game berufen.
Im August 1992 gaben ihn die Canadiens an die Minnesota North Stars ab und erhielten im Gegenzug ein Fünftrunden-Wahlrecht im NHL Entry Draft 1993. Nach nur einem Jahr zog McPhee mit dem Franchise nach Dallas um, wo es fortan als Dallas Stars firmierte. Nach einer weiteren Spielzeit bei den Stars ließ er im September 1994 eine Knieverletzung operativ behandeln, aufgrund derer er in der Folge jedoch seine aktive Karriere im Sommer 1995 auf Anraten der Ärzte beendete, ohne in der durch den Lockout verkürzten Saison 1994/95 gespielt zu haben. Insgesamt absolvierte McPhee 878 NHL-Spiele und verzeichnete dabei 228 Tore bei 354 Punkten.
Nach dem Ende seiner aktiven Karriere setzte McPhee sein Studium an der University of Dallas fort, erhielt dort seinen Master of Business Administration und arbeitete als Finanzberater.

## Erfolge und Auszeichnungen
- 1986 Stanley-Cup-Gewinn mit den Canadiens de Montréal
- 1989 NHL All-Star Game

## Karrierestatistik
(Legende zur Spielerstatistik: Sp oder GP = absolvierte Spiele; T oder G = erzielte Tore; V oder A = erzielte Assists; Pkt oder Pts = erzielte Scorerpunkte; SM oder PIM = erhaltene Strafminuten; +/− = Plus/Minus-Bilanz; PP = erzielte Überzahltore; SH = erzielte Unterzahltore; GW = erzielte Siegtore; 1 Play-downs/Relegation; Kursiv: Statistik nicht vollständig)